# 워털루 로드 (홍콩)

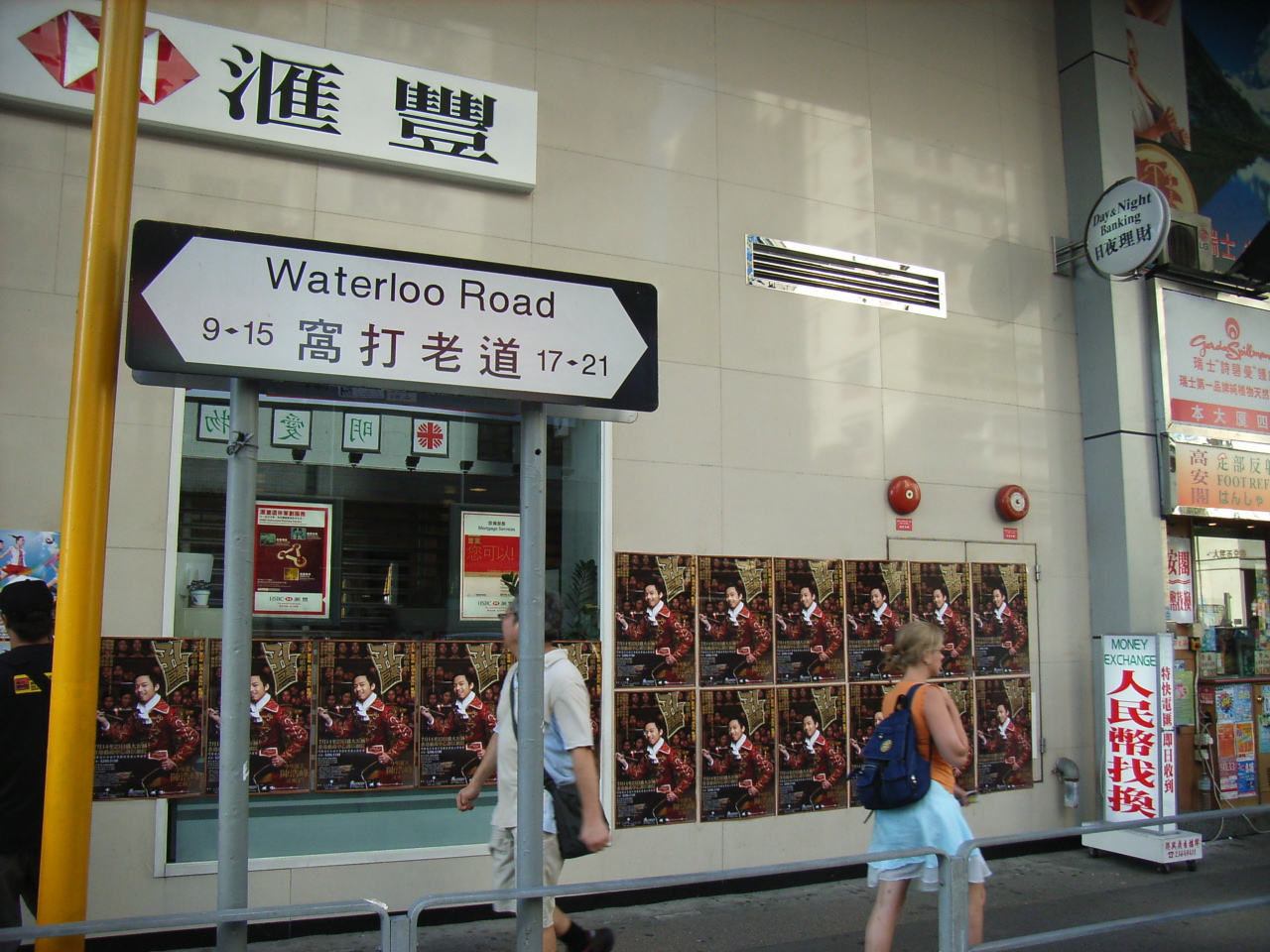
야우마데이 근처를 지나가고 있는 워털루 로드.

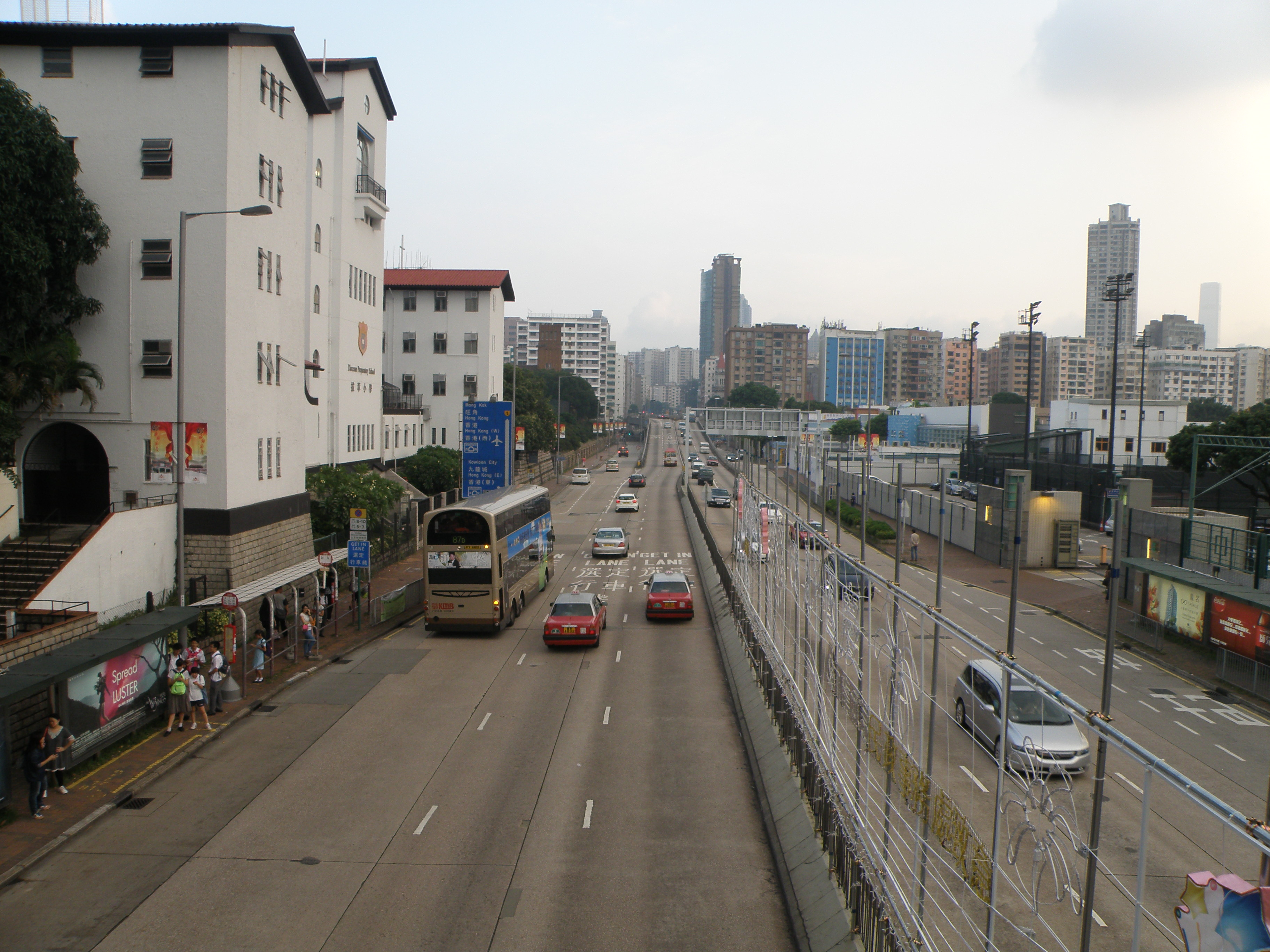
가우룽통을 마주하고 있는 워털루로드 전경. 좌측 통행을 하는 특색상 왼쪽에는 2층 버스가 목적지로 주행하고 있는 것으로 보인다.

워털루 로드(중국어: 窩打老道, Waterloo Road)는 홍콩의 가우룽과 야우마데이를 사이에 둔 총 연장 4.8 km의 거리를 가진 시내 도로이다. 그러나 이 도로는 남북으로 종단하고 있는 것으로 보이게 된다.

## 개요
해당 도로는 교차로가 서쪽의 페리포인트에서 시작되어 있는 지역 고규격 도로인 라이충 도로에서 분기하며, 동쪽의 네이선 로드와도 직접 접촉한다. 그러다가 동쪽 방향을 통해 북동부 및 남동부의 선형으로 이어주는 지점인 야우마데이와 웡곡 사이에 걸쳐 교차하고 있는 프린세스 마켓 로드와도 직접 접촉한다. 다만, 가우룽통에서는 한바퀴 정도 더 순환한 뒤 다시 북부로 향하게 되며, 최종적으로는 사자바위 터널까지 이어주기도 한다.

## 문학
- 워털루 로드를 배경으로 다루는 도서이자 소설인 가우룽통 (소설)(영어판) : 폴 서룩스(영어판)의 작품

## 같이 보기
- 홍콩 1호 간선